# Патријарх александријски Филотеј
Патријарх Филотеј I (грч. Πατριαρχης Φιλοθεος Α΄) - патријарх Александрије и све Африке (1435 или 1437 — око 1459).
У време док је Филотеј био патријарх Александрије одржан је Ферарско-Фирентински сабор (1438-1439). Своје овлашћење за учешће на саборним састанцима пренео је митрополиту Ираклијском Антонију. На Сабору је склопљена унија, која није спасила Цариград од Турака како је требало да се деси, већ је довела да поделе међу православнима
Након тога, патријарси Александрије, Јерусалима и Антиохије оштро су се оградили од Фирентинске уније и усвојили окружну посланицу 1443. којом су осудили унијатску политику Цариграда.